# Sant’Ambrogio (Mailand)

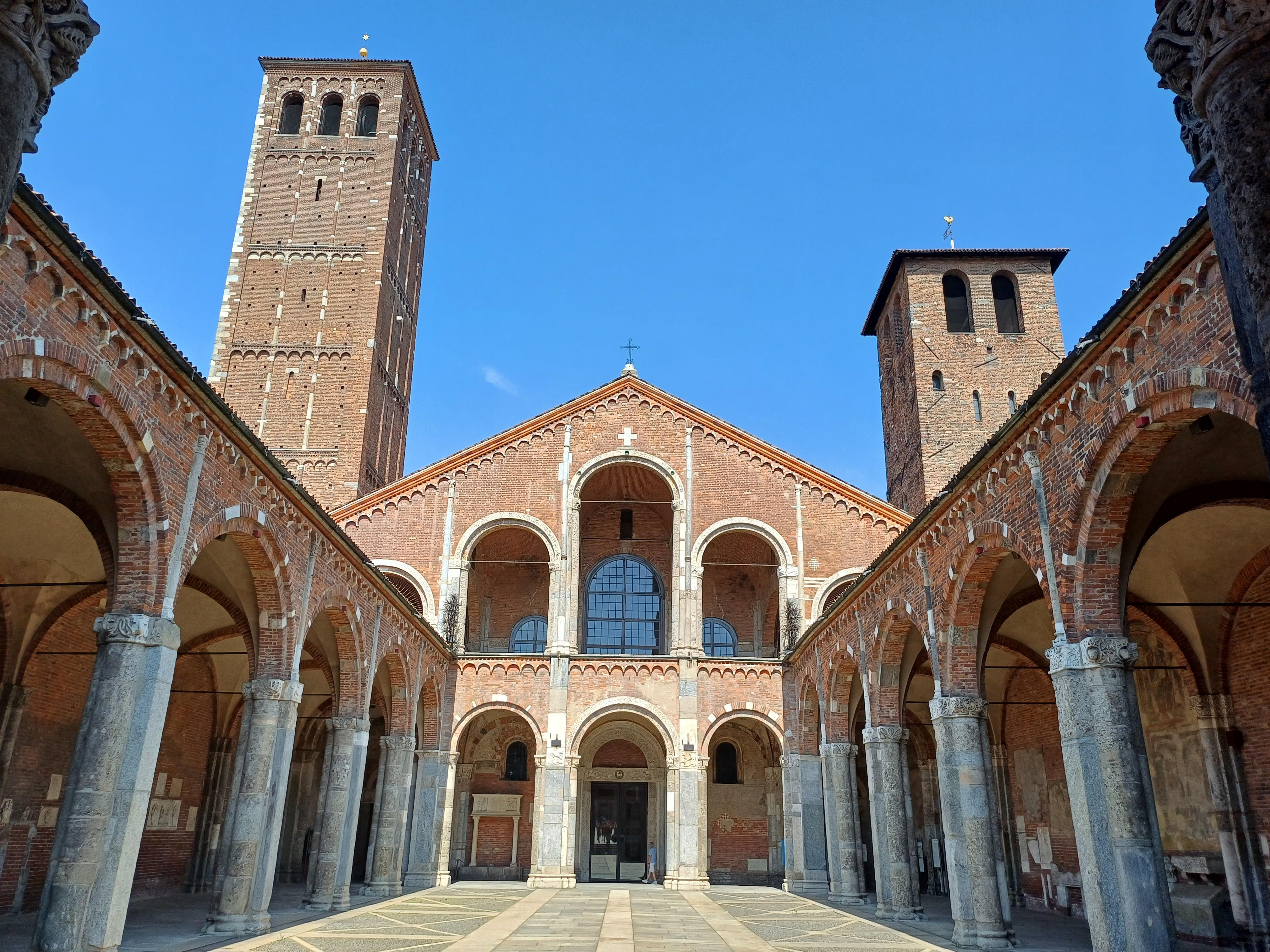
Sant’Ambrogio, Frontansicht

Die Kirche Sant’Ambrogio in Mailand im Norden Italiens wurde ab 378 von ihrem heutigen Namenspatron, dem Bischof und Kirchenvater Ambrosius von Mailand errichtet, stammt aber in ihrer heutigen Gestalt großenteils aus dem romanischen Umbau zwischen 1088 und dem Ende des 12. Jahrhunderts.

## Geschichte

Lage im spätantiken Mailand

In römischer Zeit diente das Gelände außerhalb des Stadttors Porta Vercellina, auf dem die heutige Kirche steht, als Friedhof. Nachdem Kaiser Konstantin 313 n. Chr. mit seinem Edikt von Mailand den bis dahin verfolgten Christen u. a. den Bau von eigenen Kirchen erlaubt hatte, waren hier Grabkapellen und Gedenkstätten einiger Märtyrer errichtet worden, unter ihnen Victor, Nabor und Felix.
Direkt nördlich der Kapelle Victors ließ der Mailänder Bischof Ambrosius zwischen 379 und 386 eine große, dreischiffige Basilika zur Verehrung der Märtyrer Nabor und Felix sowie Gervasius und Protasius erbauen, die Kirche Ss. Nabore e Felice. Von dieser querschifflosen Kirche, die in ihren Maßen in etwa dem heutigen Bauwerk entsprach, haben sich nur wenige Reste erhalten: die vier roten Säulen aus Porphyr, die das Ziborium über dem Altar tragen, einige Säulenbasen und ein Bruchstück der damaligen Dekoration der Apsis.
Nach seinem Tod wurde Ambrosius neben Gervasius und Protasius bestattet. Schon früh erhielt die Kirche daraufhin den Namen Basilika Ambrosiana. Die hohe Bedeutung dieser Kirche wird an dem Umstand deutlich, dass eine Reihe von Bischöfen hier am Grab ihres heiligen Vorgängers die Bischofsweihe empfangen haben.
Im Jahre 784 wurde im unmittelbar angrenzenden Bereich der heutigen Katholischen Universität eine Benediktinerabtei gegründet, die fünf Jahre später von Karl dem Großen ihre Bestätigung erhielt, der sie um eine Gemeinschaft von Kanonikern erweiterte. Die bisherige Kirche war für diese neuen Anforderungen zu klein: die Mönche fügten noch im 8. Jahrhundert am Ostende einen neuen Chorraum mit darunter liegender Krypta an. Im 9. Jahrhundert erhielten auch die Seitenschiffe Apsiden, und das Atrium wurde angelegt. Bischof Angilberto II. stiftete um 846 einen goldenen Altarvorsatz, Werk des Volvinius. Wenig später wurde, angeregt durch das Vorbild von Alt St. Peter in Rom, der rechte Kirchturm erbaut, bis heute Campanile dei Monaci (Turm der Mönche) genannt. Mit seinem quadratischen Grundriss ist er einer der ersten, wenn nicht der erste lombardische Kirchturm überhaupt.
Der romanische Umbau, von Wissenschaftlern des 19. Jahrhunderts auf das 11. Jahrhundert eingeschätzt, wird nach aktuellem Stand auf das 12. Jahrhundert datiert (siehe LBC), beginnend um 1100, abgeschlossen mit der neuen Blei-Eindeckung der Dächer 1192/1194. Als erstes wurde das Langhaus umgebaut, dann noch vor 1128 der zweite Glockenturm (Campanile dei Canonici) errichtet. Anschließend entstand der Tiburion und das Atrium erhielt seine heutige Gestalt. Ab 1140 widmete man sich vor allem der Innenausstattung.
Am 27. Januar 1186 wurde hier (Mit-)König Heinrich VI., ein Sohn des Kaisers Barbarossa, mit Konstanze von Sizilien, der Tochter von Roger II. vermählt.
Am 6. Januar 1311 wurde in dieser Kirche der römisch-deutsche König Heinrich VII. aus dem Hause Luxemburg mit der Eisernen Krone zum König von Reichsitalien gekrönt.
Im 15. Jahrhundert wurde die Victorkapelle mit der Kirche verbunden. Das Ende dieses Jahrhunderts kann als die größte Blütezeit des Klosters angesehen werden. Kardinal Ascanio Sforza hatte 1497 als Kurator des Klosters die Ablösung der Benediktiner durch Zisterzienser aus der in der Nähe von Mailand gelegenen Abtei Chiaravalle angeregt. Aus dieser Zeit stammen die Kanonikergebäude von Bramante im Norden der Kirche.
|  |  |

Im 16. und 17. Jahrhundert wurden einige Seitenkapellen angefügt und das Innere barockisiert. Nach der französischen Besetzung in der Folge der Revolution wurde das Kloster aufgelöst und diente kurzzeitig als Krankenhaus. Doch unter österreichischer Herrschaft begann eine neue Blüte. 1856–1890 erfolgte eine purifizierende „Restaurierung“ mit dem Ziel, den romanischen Zustand zu rekonstruieren. Am 23. April 1874 wurde die Kirche zur Basilica minor erhoben. 1921 zog die Katholische Universität in die Klostergebäude ein. Ein alliierter Bombenangriff im August 1943 hatte schwere Schäden zur Folge, die aber bereits 1951 behoben waren.

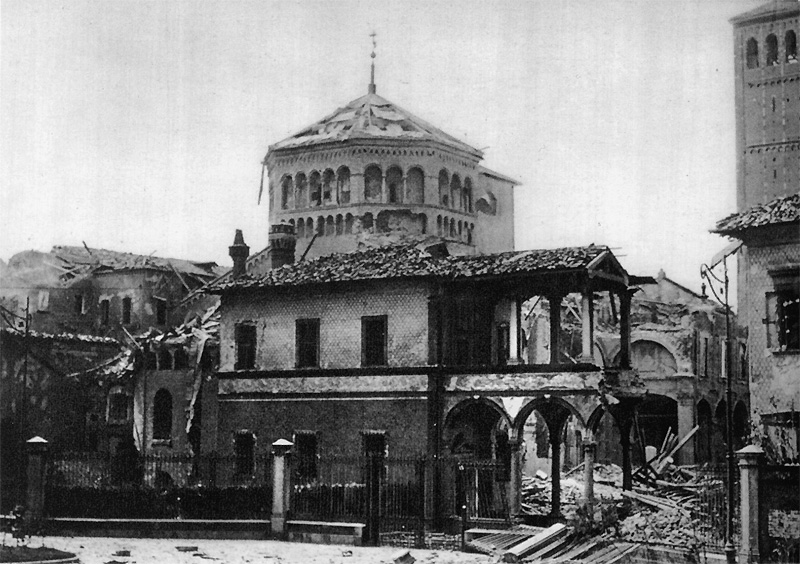
Zerstörungen 1943

## Architektur

### Atrium
Das der Kirche vorgelagerte Atrium war früher der Ort, an dem sich u. a. während des Gottesdienstes die Katechumenen versammelten, da sie noch nicht an der Hl. Messe in der Kirche teilnehmen durften. Die heutige Gestalt des Atriums stammt aus der Mitte des 12. Jahrhunderts (1174 als neues Atrium erwähnt). Die Kapitelle der Säulen zeigen Blumen oder christliche Symbole. Die kämpfenden Tiere versinnbildlichen den Kampf des Guten gegen das Böse. Die den Hof umgebenden Pfeilerarkaden setzen sich vor der Kirchenfassade in den drei etwas niedrigeren, mit lombardischen Zierelementen versehenen Bögen des Narthex fort, im Geschoss darüber staffeln sich entsprechend der Dachneigung die fünf Arkaden der Benediktionsloggia, von der aus Segen gespendet wurde.
An den Wänden des Atriums haben sich einige wenige, teilweise aus dem Mittelalter stammende Fresken erhalten. Außerdem stößt man auf zahlreiche Grabplatten.
Vom Atrium hat man einen guten Blick auf die beiden Kirchtürme. Solche Doppelturmfassaden tauchten kurz vorher erstmals an Alt St.Peter in Rom sowie der zweiten Kirche von Cluny in Burgund auf und wurden wegen der großen Bedeutung dieser beiden Orte in der Folge häufig kopiert. Der linke Turm, 1123/28 begonnen, blieb lange Zeit unvollendet; noch heute kann man am Mauerwerk die Ergänzungen aus dem 19. Jh. erkennen. Der rechte Turm wird um 840 datiert.

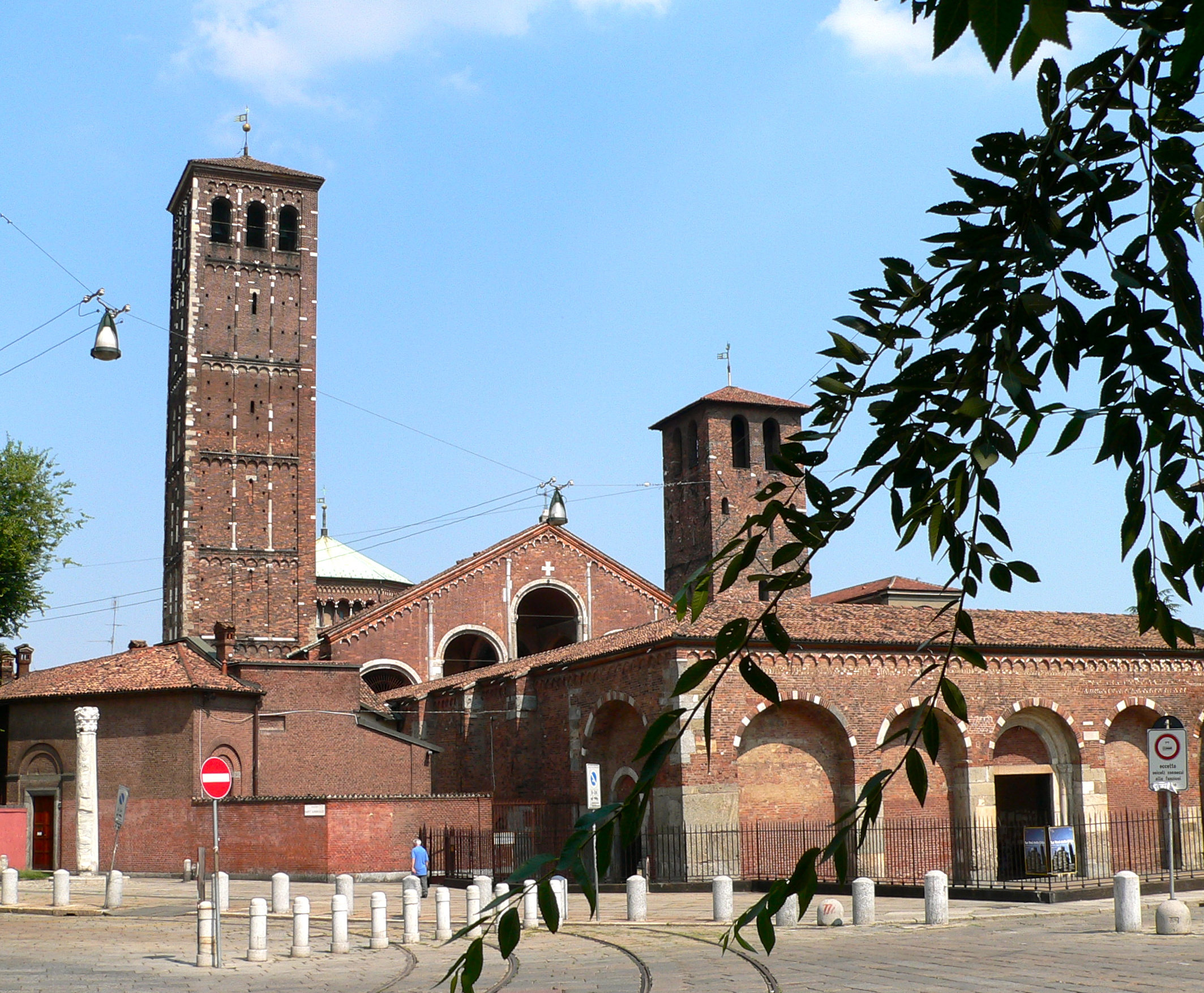
Gesamtansicht
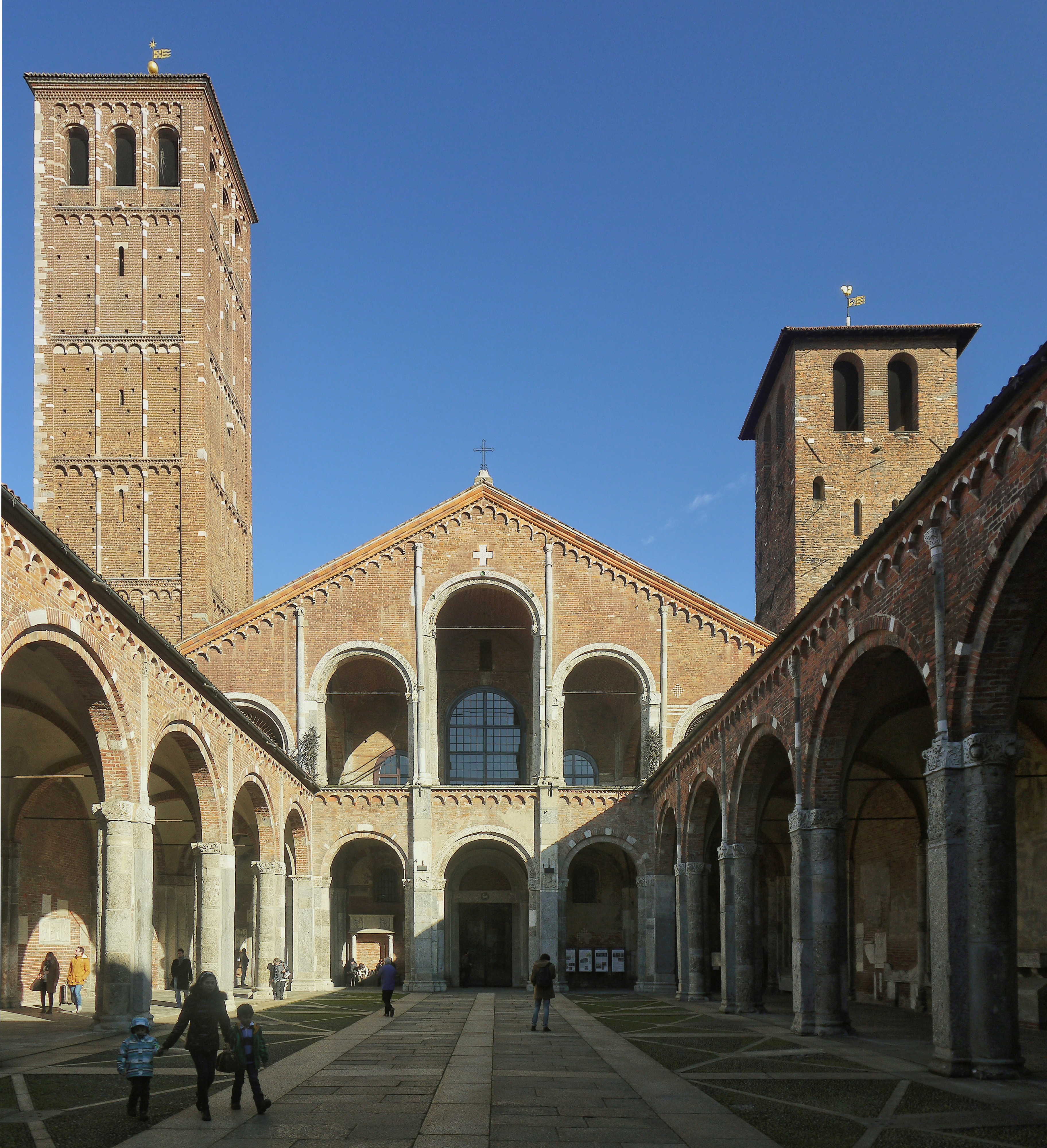
Atrium, 12. Jahrhundert
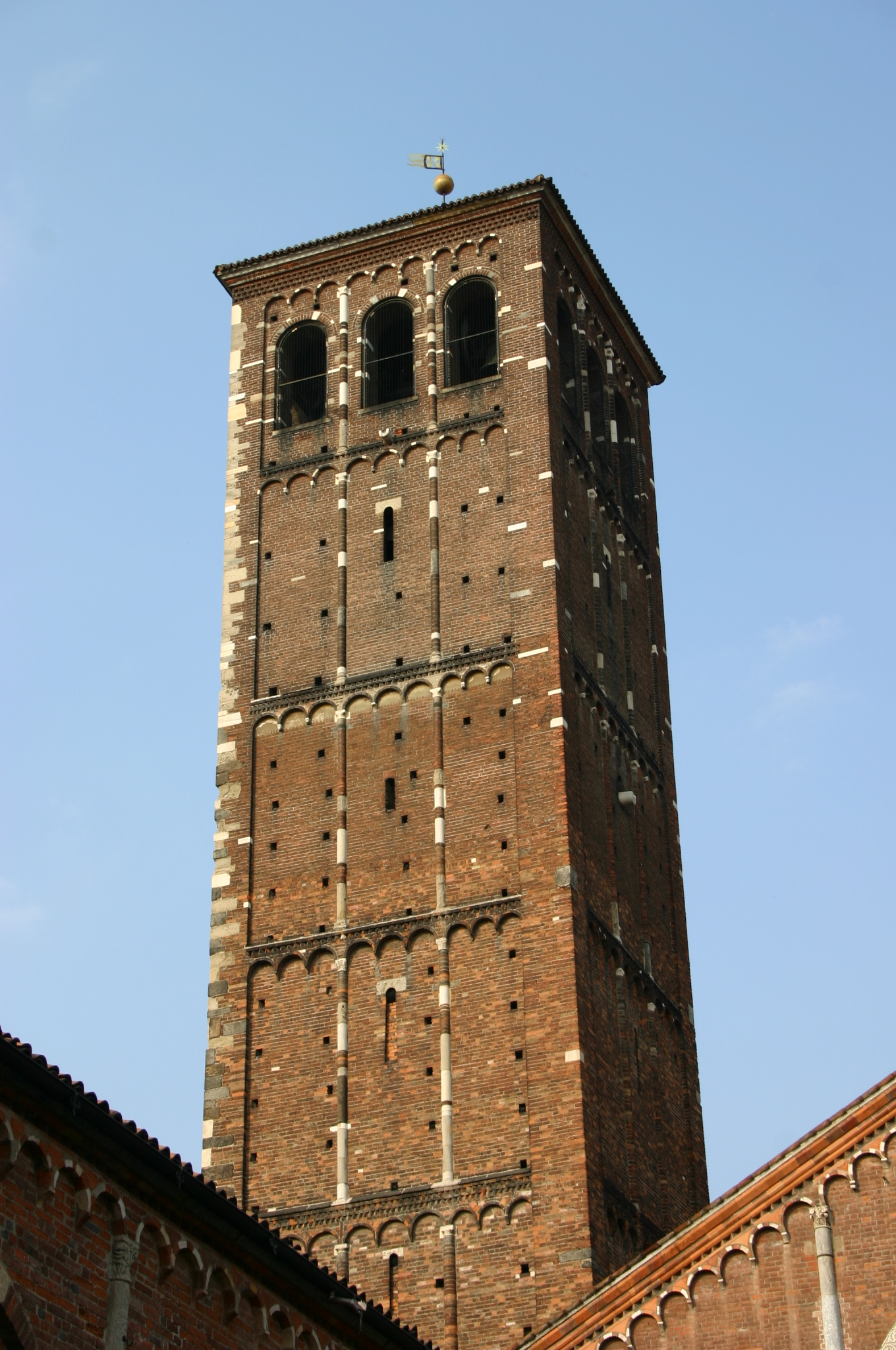
„Turm der Kanoniker“, 12. Jahrhundert
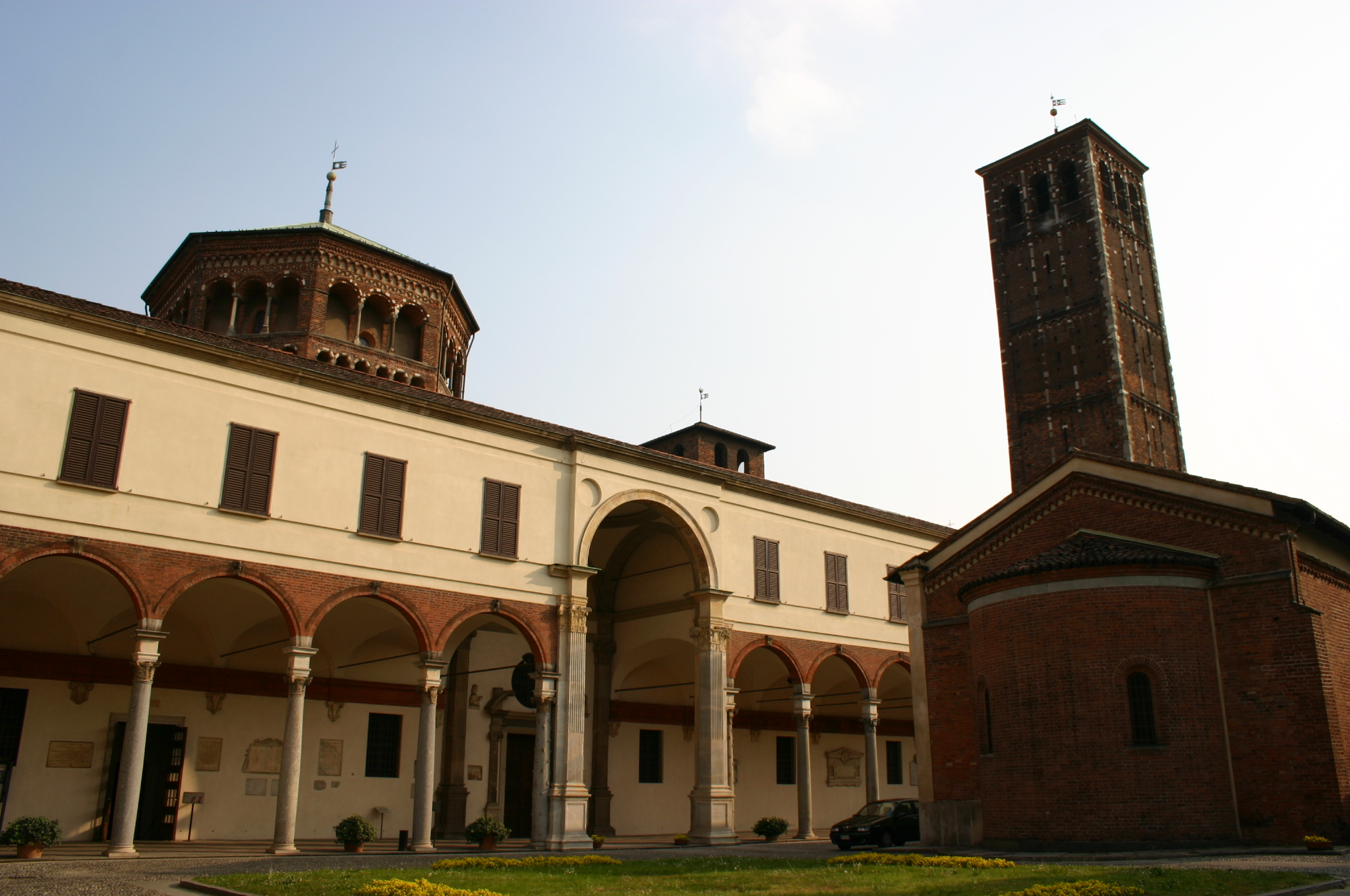
Kanonikergebäude und achteckiger Tiburio, 12. Jahrhundert

### Kirchenraum
Das dreischiffige Langhaus ist eine Emporenhalle mit gebundenem System, das heißt, an jedem Joch des Mittelschiffs liegen an jeder Seite zwei Seitenschiffsjoche. Diese sind in ihrer Höhe in ganzer Fläche durch Emporen geteilt. Sowohl der Raum unter den Emporen als auch der Raum über den Emporen ist mit Kreuzgratgewölben gedeckt. Das Mittelschiff ist von Kreuzrippengewölben mit runden Gurt- und Schildbögen aber leicht gespitzten Rippenverläufen überspannt. Seine Kämpfer liegen ungewöhnlicherweise in geringerer Höhe als die der oberen Seitenschiffsgewölbe. Sowohl die Bandrippen des Mittelschiffs als auch die Arkadenbögen und die Gurtbögen der Seitenschiffe sind aus Backstein gemauert.
Obwohl die Kirche kein Querhaus und damit auch keine Vierung hat, ist das Mittelschiffsjoch vor der Apsis nach oben zu einem Kuppelturm erweitert; der italienische Begriff für so einen Turm, „Tiburio“, wird auch für Vierungstürme verwendet. Der Raumteil unter der Kuppel gehört funktionell zum Chor und beherbergt das Ziborium (Altarhaus) mit dem Hauptaltar. von hier führen einige Stufen hinauf in den hinteren Altarbereich, bestehend aus einem kurzen tonnengewölbten Vorjoch und der Apsis, deren Halbkuppel als byzantinisches Mosaik erstrahlt.

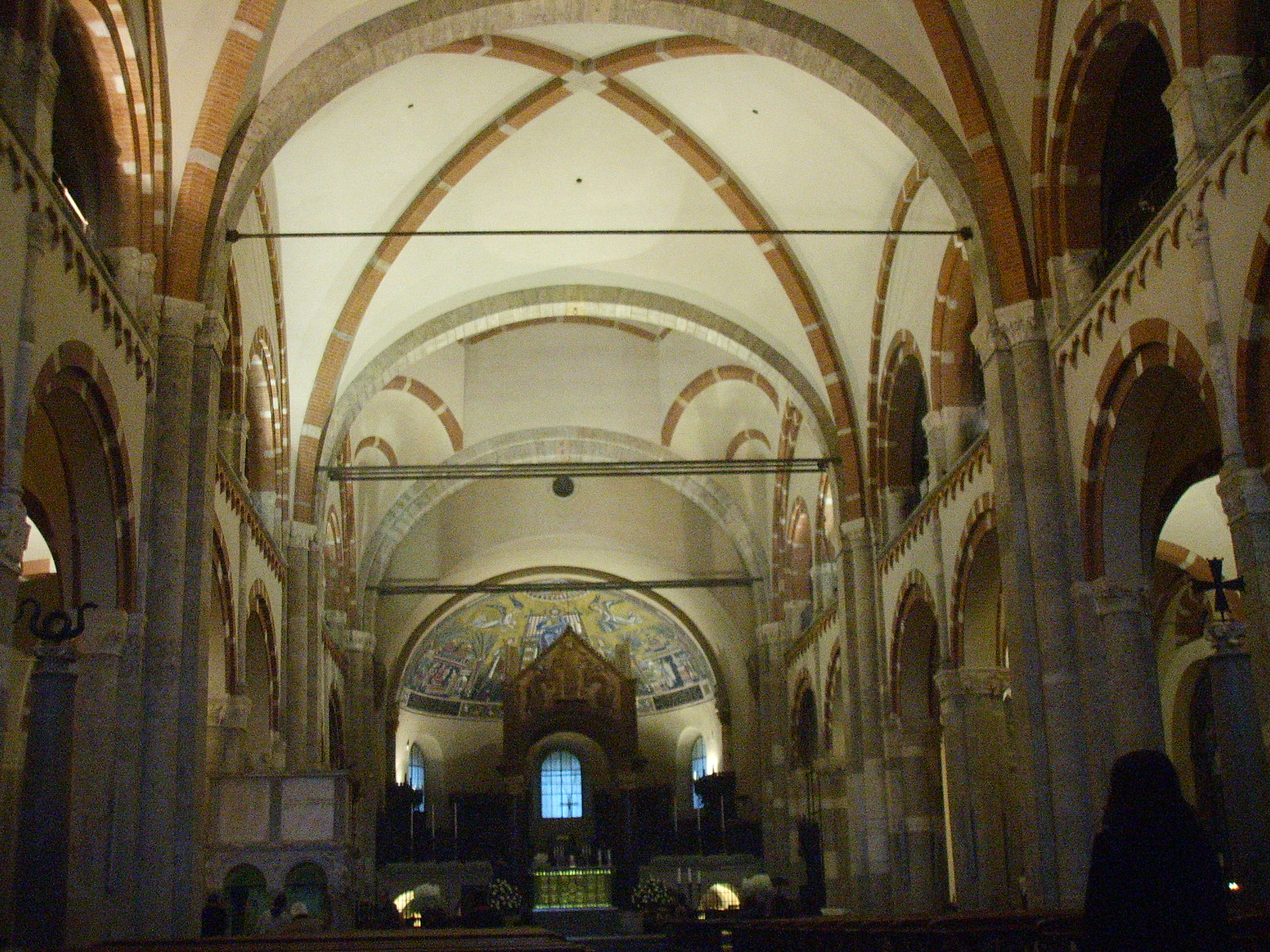
Mittelschiff mit Bandrippen aus Backstein
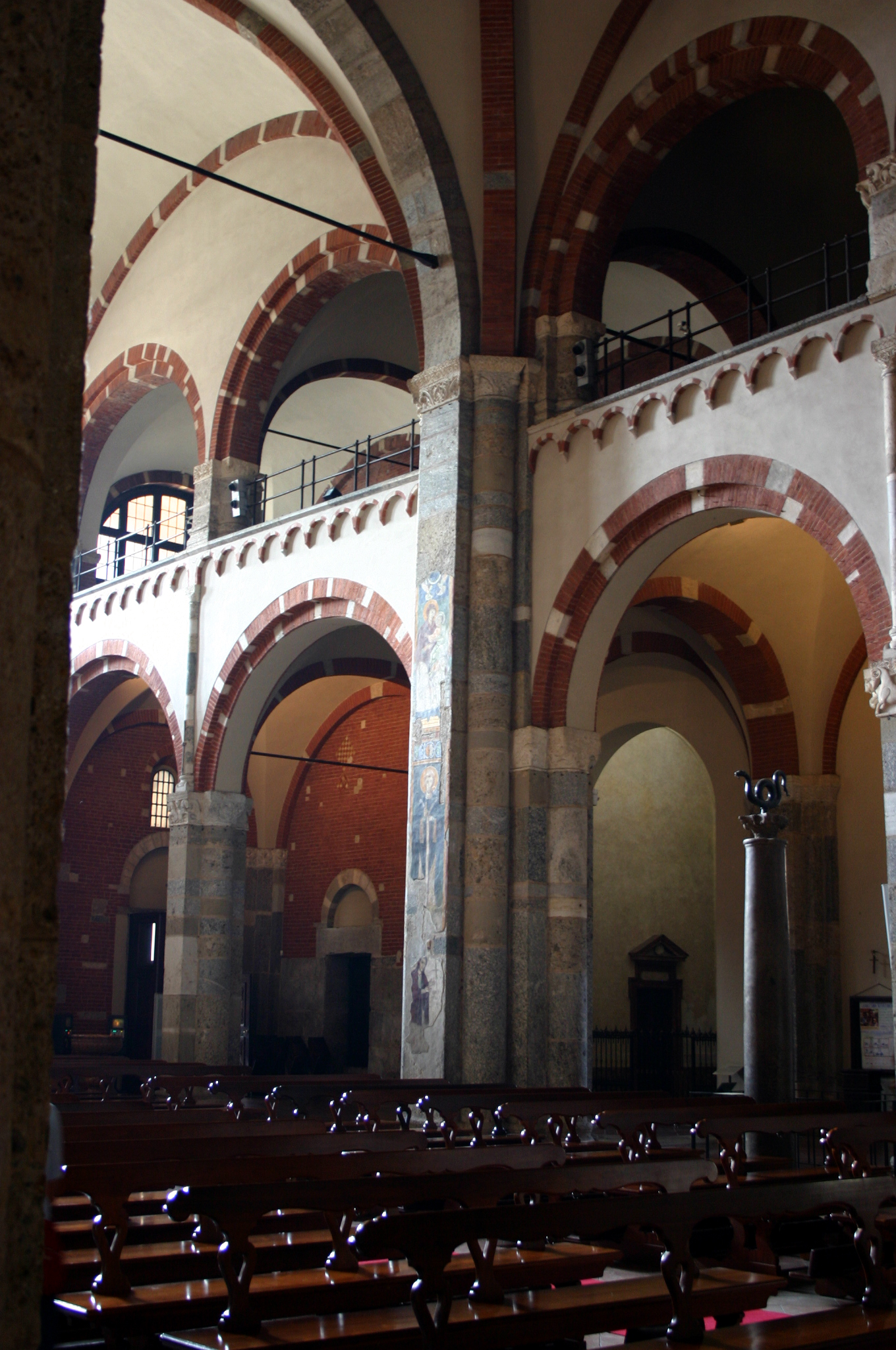
Seitenschiff mit Empore
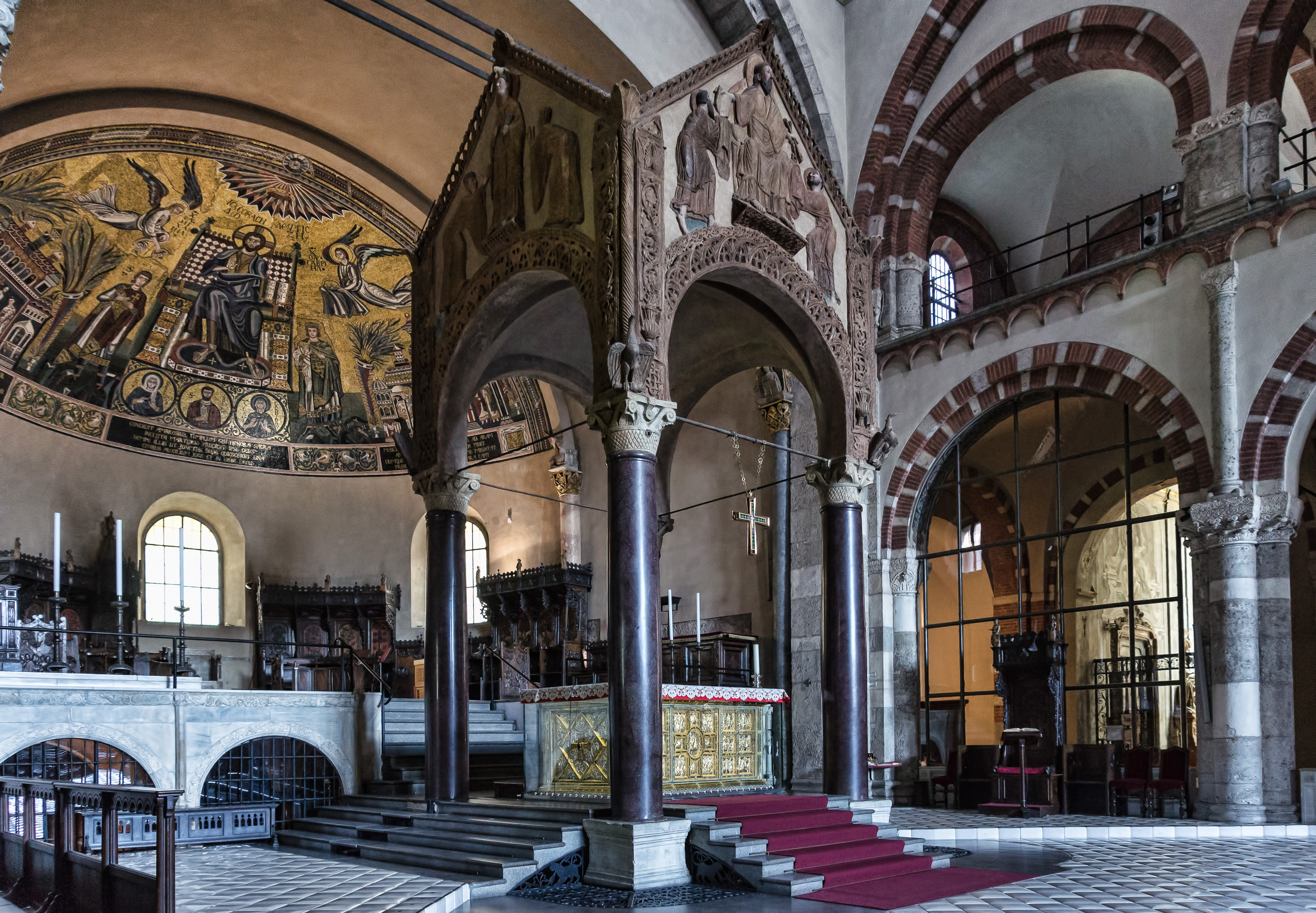
Altarhaus mit Porphyrsäulen aus der ambrosianischen Basilika, 4. Jahrhundert
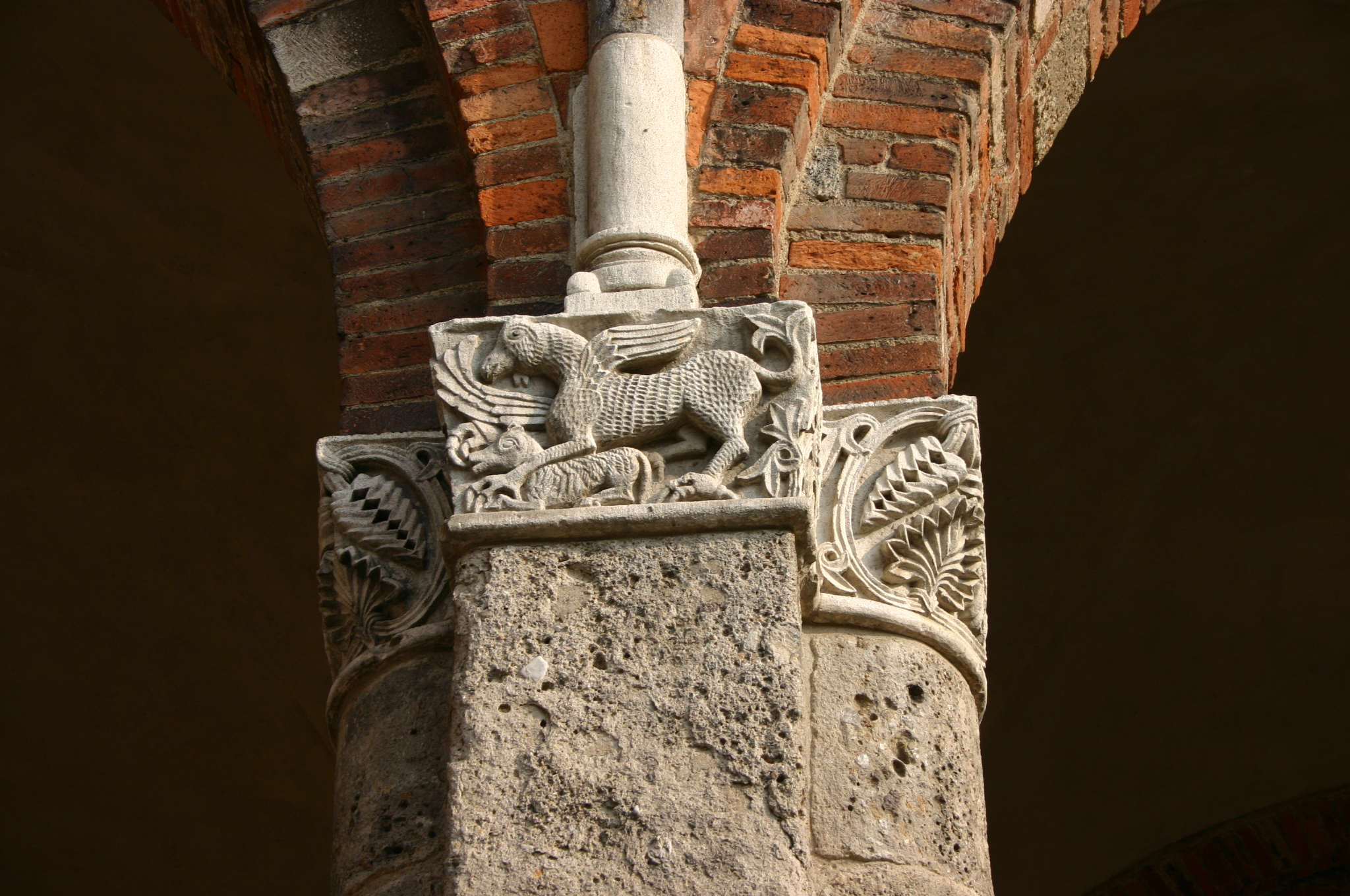
Eines der Kapitelle mit Tierdarstellungen

## Ausstattung

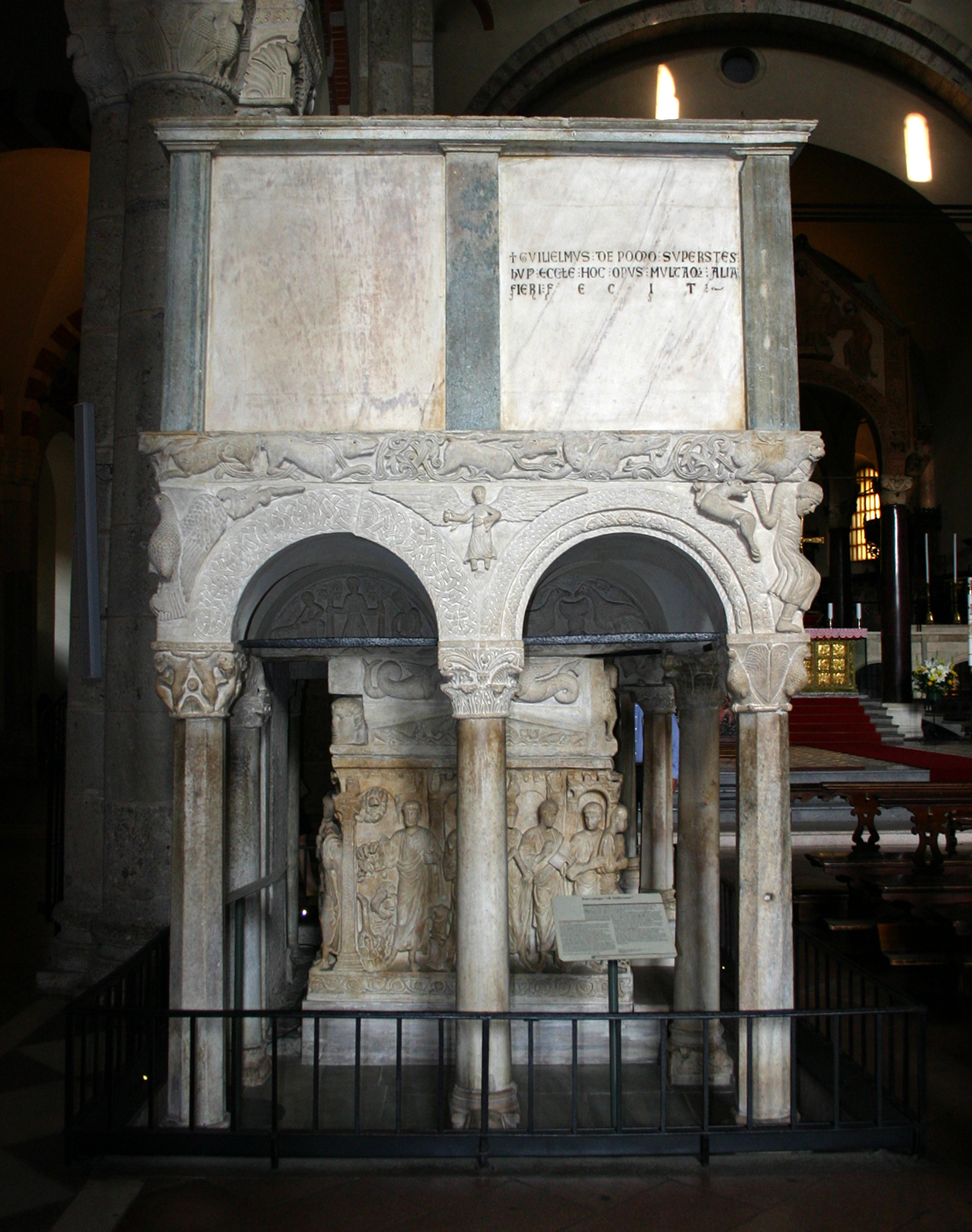
Kanzel (13. Jahrh.) auf Sarkophag aus dem 4. Jahrhundert

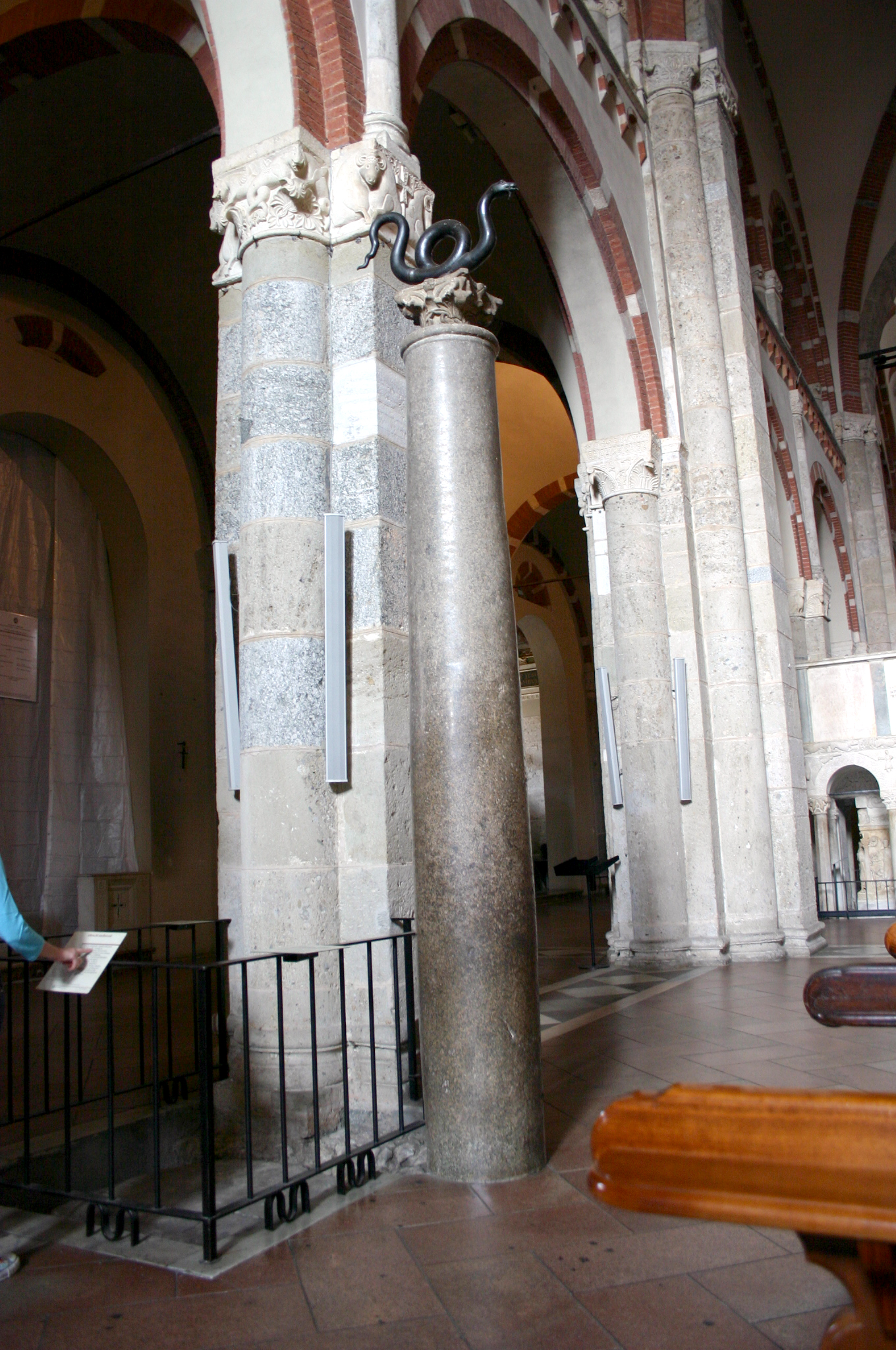
Eherne Schlange, 11. Jahrhundert

Im Inneren stößt man auf zwei Säulen, die angeblich 1007 von Erzbischof Arnolf als Geschenk des byzantinischen Kaisers Basileios II. aus Konstantinopel mitgebracht worden waren. Die bronzene Schlange wurde damals als Abbild der Ehernen Schlange des Mose angesehen oder gar als diese selbst, war aber vermutlich eher ein antikes Attribut des Gottes Äskulap. Das Kreuz auf der anderen Säule stammt aus neuerer Zeit.
Die nahe gelegene Kanzel gehört zu den bedeutenden Ausstattungsstücken. Sie wurde zwischen 1204 und 1212 nach einem Gewölbeeinsturz aus Fragmenten über einem um 390 geschaffenen frühchristlichen Sarkophag neu errichtet. Dieser wohl zu Unrecht mit dem Namen des römischen Heermeisters Stilicho in Verbindung gebrachte Steinsarg ist reich mit Reliefs geschmückt, sie zeigen: Christus als Lehrer der Apostel, Himmelfahrt des Elias, Moses mit den Gesetzestafeln, Büstenmedaillos des ehemals beigesetzten Ehepaars und die Anbetung der Hl. drei Könige. Das Lesepult aus vergoldetem Kupfer (11. Jh.) symbolisiert die Evangelisten Mathäus (Mensch) und Johannes (Adler).
Der romanische Altarbaldachin aus dem frühen 12. Jahrhundert ruht auf frühchristlichen Porphyrsäulen. Die Stuckreliefs in den Giebeln zeigen die Schlüsselübergabe an Petrus und den Missionsauftrag an Paulus (Westseite), Ambrosius zwischen den Hl. Gervasius und Protasius (Ost), den Hl. Benedikt (Süd) und vielleicht die Hl. Scholastika (Nord).
Der Altar unter diesem Baldachin, der berühmte paliotto, mit der weltweit einzigen erhalten gebliebenen karolingischen Altarverkleidung, entstanden zwischen 824 und 856, zeigt an der goldenen Vorderseite (Antependium) Christus mit den Aposteln, an den silbernen Seiten Erzählungen aus den Evangelien und an der Rückseite Episoden aus dem Leben des Ambrosius. Eine Inschrift nennt als Verfertiger den Goldschmied Volvinus.
Hinter dem Altarziborium erstreckt sich der Chorraum, der eigentliche Gebetsraum der Mönche. Das hölzerne Chorgestühl von 1494 steht am Übergang zur Renaissance. Eine Marmorkathedra (Bischofsthron) aus dem 9. Jh. steht in der Apsisachse. Das Mosaik in der Kalotte darüber wurde im 11. oder 12. Jh. aus Fragmenten des 8. bis 9. Jahrhunderts neu kombiniert und immer wieder erheblich ergänzt und restauriert, zuletzt nach den erheblichen Bombenschäden von 1943. Die zentrale Christusdarstellung ist komplett aus jüngerer Zeit. Sie wird flankiert von den beiden Märtyrern Gervasius und Protasius sowie den Erzengeln Michael und Gabriel.
In der Kirche finden sich die sterblichen Überreste zahlreicher Heiliger: neben den bereits erwähnten Ambrosius, Gervasius, Protasius und Victor auch Marcellina, die Schwester des Ambrosius. Außerdem ist Kaiser Ludwig II. in der Kirche bestattet.
Südlich des Chorraums befindet sich der Zugang zur Victorkapelle S. Vittore in Ciel d’oro. Diese frühchristliche Grabkapelle ist reich mit Mosaiken aus der Erbauungszeit ausgestattet, von denen eines Ambrosius mit individuellen Zügen darstellt – eine seltene, für weitgehend authentisch gehaltene Abbildung.

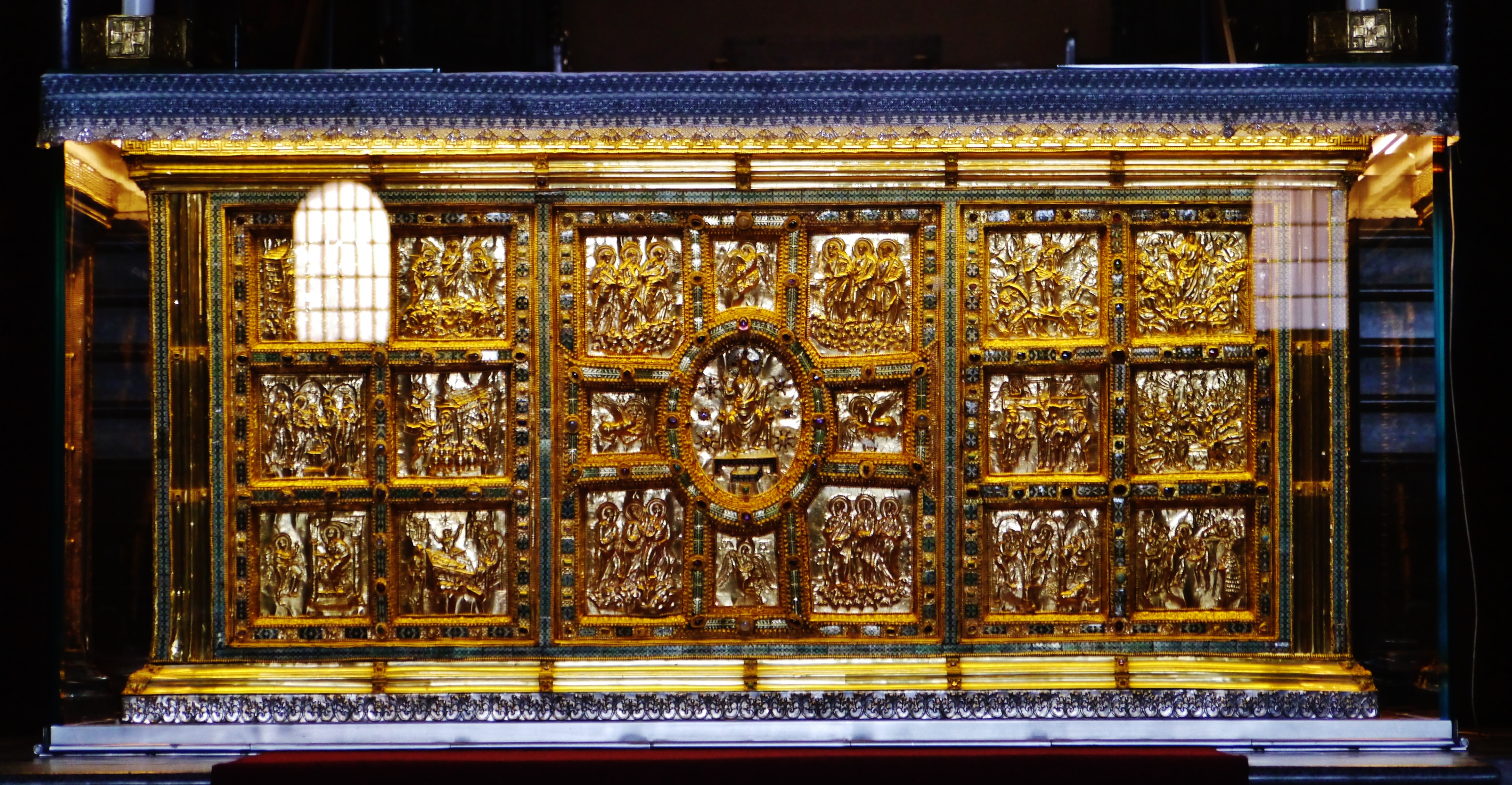
Altarvorsatz des Volvinius, um 846
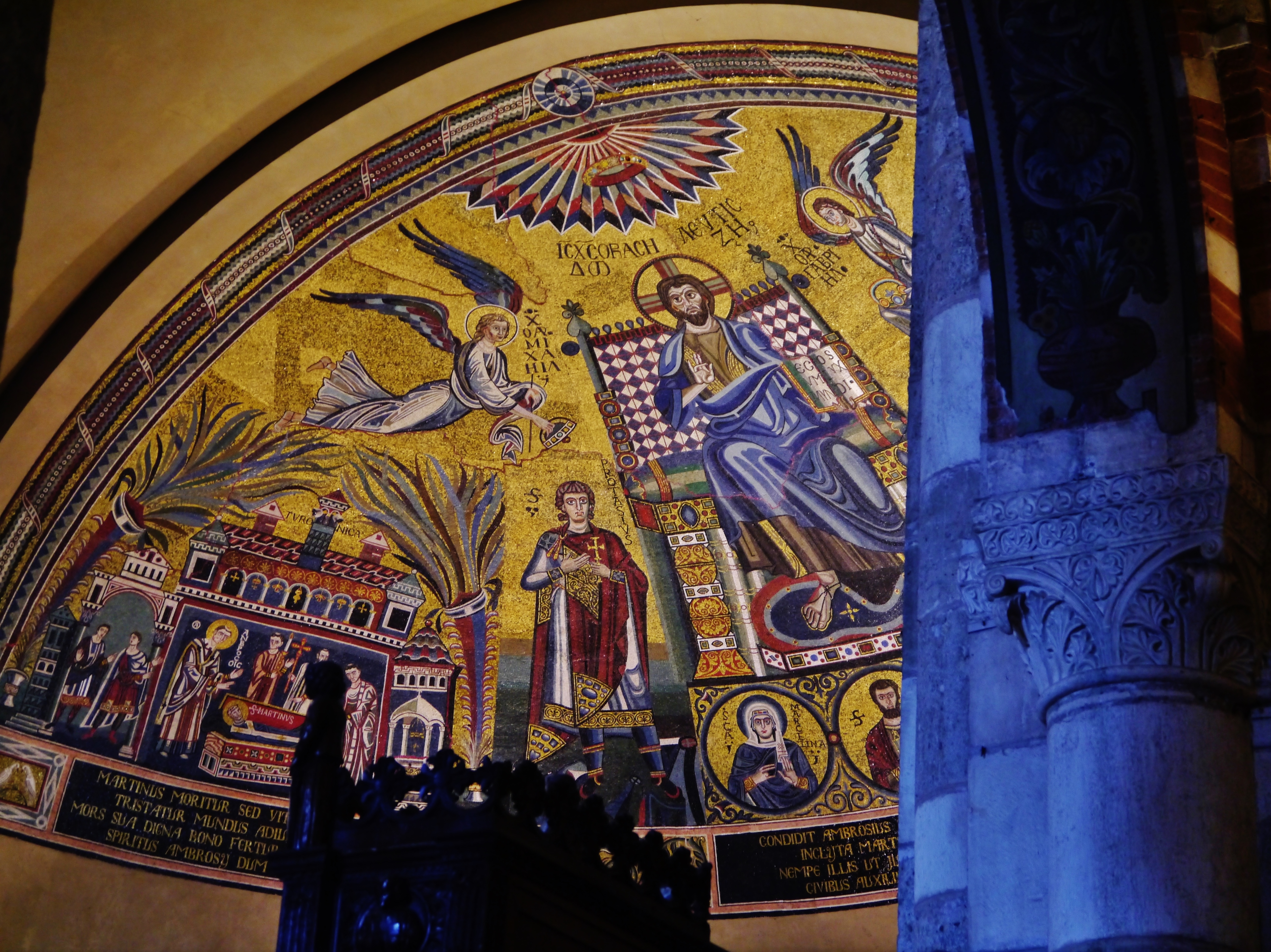
Mosaik der Apsis, 11. oder 12. Jahrhundert
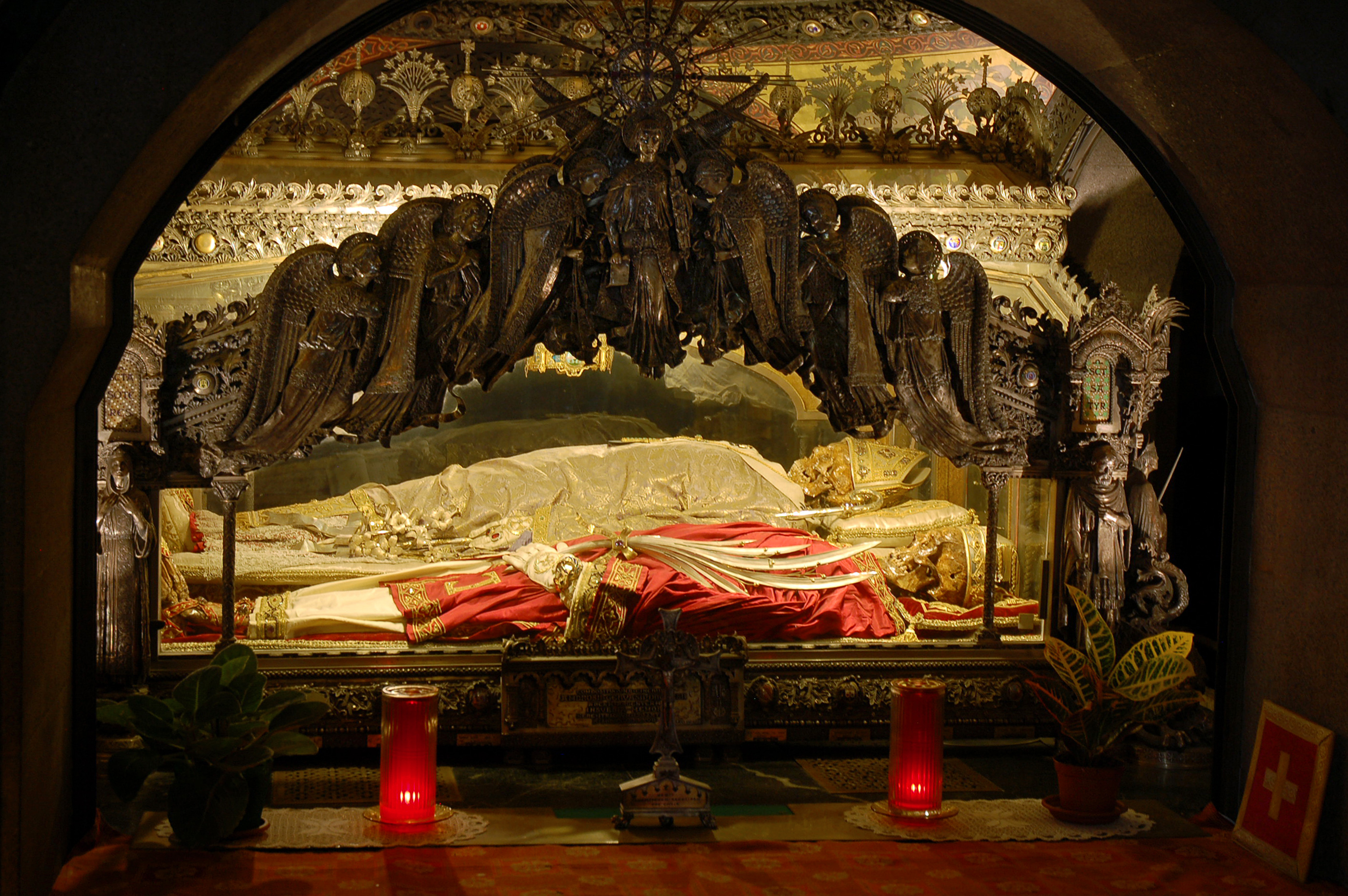
Gräber des Ambrosius, Protasius und Gervasius
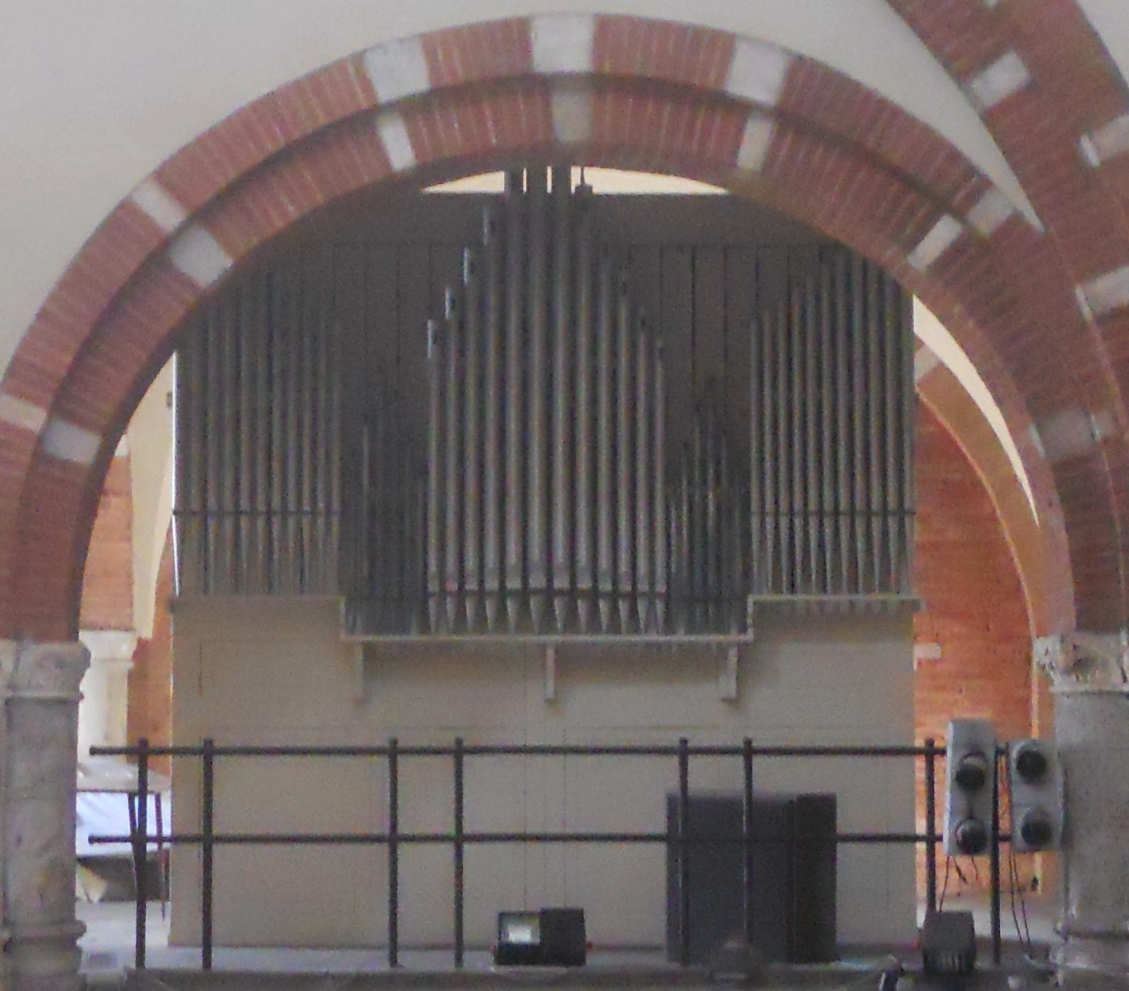
Einer der Orgelprospekte

### Orgel
Die Orgel wurde 1951 von der Orgelbaufirma Balbiani-Vegezzi Bossi (Mailand) erbaut. Das Instrument ist auf drei Gehäuse im Kirchenraum verteilt. Es hat 38 Register auf drei Manualwerken und Pedal. Die Spiel- und Registertrakturen sind mechanisch.
| I Positivo Espressivo C–c4 |        |
| Salicionale                | 8′     |
| Gamba                      | 8′     |
| Corno Camoscio             | 8′     |
| Eufonio                    | 8′     |
| Flauto armonico            | 4′     |
| Nazardo                    | 2 ⁄3′  |
| Flautino                   | 2′     |
| Terza                      | 1 3⁄5′ |
| Cornetto                   |        |
| Clarabella                 | 8′     |
| Clarino                    | 8′     |
| Vibratore                  |        |

| II Grand’Organo C–c4 |     |
| Principale           | 16′ |
| Principale           | 8′  |
| Diapason             | 8′  |
| Flauto               | 8′  |
| Dulciana             | 8′  |
| Unda maris           | 8′  |
| Ottava               | 4′  |
| Quintadecima         | 2′  |
| Ripieno              |     |
| Tromba               | 8′  |

| III Espressivo C–c4 |    |
| Principale          | 8′ |
| Bordone             | 8′ |
| Quintante           | 8′ |
| Viola d’orchestra   | 8′ |
| Concerto Viole      | 8′ |
| Fugara              | 4′ |
| Corno di notte      | 4′ |
| Ripieno             |    |
| Voce corale         | 8′ |
| Oboe                | 8′ |
| Vibratore           |    |

| Pedale C–g1  |     |
| Basso        | 32′ |
| Contrabbasso | 16′ |
| Subbasso     | 16′ |
| Basso        | 8′  |
| Violone      | 8′  |
| Bordone      | 8′  |
| Cello        | 8′  |